# 이서빈 (배우)
이서빈(李瑞貧, 1978년 10월 14일 ~ )은 대한민국의 배우이다.

## 출연 작품

### 드라마
- 2008년 MBC 천하일색 박정금
- 2009년 MBC 보석비빔밥 - 황우빈 역

### 영화
- 2009년 유감스러운 도시 - 요원 3 역
- 2009년 오감도 - 남배우 역